# Bulgarischer Fußballpokal 1987/88
Der Bulgarischer Fußballpokal 1987/88 war die 48. Austragung des Pokalwettbewerbs im Fußball in Bulgarien. Wie in den drei Jahren zuvor trafen ZFKA Sredez Sofia und Witoscha Sofia im Finale aufeinander. Sredez konnte den Titel verteidigen und setzte sich gegen den neuen Meister mit 4:1 durch. Durch den Sieg qualifizierte sich Sredez für den Europapokal der Pokalsieger 1988/89.

## Modus
In der 1. Runde wurden die 32 Mannschaften in acht Gruppen zu je vier Teams aufgeteilt. Nach den ersten zwei Begegnungen in Hin- und Rückspiel spielten anschließend die Sieger sowie die Verlierer nochmals in Hin- und Rückspiel gegeneinander. Das Team, das zweimal verlor, schied aus. In der 2. Runde wurde der Sieger ebenfalls in Hin- und Rückspiel ermittelt. Bei Torgleichheit entschied, wie zuvor in den Gruppenspielen, zunächst die Anzahl der auswärts erzielten Tore, danach eine Verlängerung und falls erforderlich ein Elfmeterschießen.
Ab dem Achtelfinale wurde der Sieger in einem Spiel entschieden. Bei unentschiedenem Ausgang gab es eine Verlängerung von zweimal 15 Minuten und gegebenenfalls ein Elfmeterschießen.

## Teilnehmer
| A Grupa (16) | A Grupa (16) | B Grupa (20) | B Grupa (20) |
| --- | --- | --- | --- |
| - DFS Beroe Stara Sagora - FC Botew Wraza - Etar Weliko Tarnowo - Lok Gorna Orjachowiza - DFS Lokomotive Plowdiw - Lokomotive Sofia - Minjor Pernik - DFS Pirin Blagoewgrad | - Slawia Sofia - DFS Sliwen - FK Spartak Plewen - Spartak Warna - AFD Trakia Plowdiw - FC Tschernomorez Burgas - Witoscha Sofia - ZFKA Sredez Sofia | - Akademik Swischtow - Arda Kardschali - FC Balkan Botewgrad - FC Bdin Widin - FK Chaskowo - FC Dimitrowgrad - Dobrudscha Tolbuchin - FC Dunaw Russe - FC Hebar Pasardschik - Jantra Gabrowo | - Ludogorez Rasgrad - DFS Osam Lowetsch - FK Madra Schumen - Neftochimik Burgas - Rila Stanke Dimitrow - Rosowa Dolina Kasanlak - Spartak Plowdiw - Tscherno More Warna - Tundscha Jambol - Wichren Sandanski |

## 1. Runde
Teilnehmer: Alle Erst- und Zweitligisten, mit Ausnahme der Europapokal-Teilnehmer.

### Gruppe 1
| Datum             |                       | Gesamt |                      | Hinspiel | Rückspiel |
| ----------------- | --------------------- | ------ | -------------------- | -------- | --------- |
| 19.08./02.09.1987 | DFS Pirin Blagoewgrad | 5:1    | Rila Stanke Dimitrow | 4:0      | 1:1       |
| 19.08./02.09.1987 | FC Botew Wraza        | 4:1    | Wichren Sandanski    | 4:1      | 0:0       |
| 30.09./07.10.1987 | DFS Pirin Blagoewgrad | 3:1    | FC Botew Wraza       | 2:0      | 1:1       |
| 30.09./07.10.1987 | Wichren Sandanski     | 1:3    | Rila Stanke Dimitrow | 1:0      | 0:3       |

- Wichren Sandanski ausgeschieden

### Gruppe 2
| Datum             |                     | Gesamt |                      | Hinspiel | Rückspiel |
| ----------------- | ------------------- | ------ | -------------------- | -------- | --------- |
| 19.08./02.09.1987 | Slawia Sofia        | 2:1    | FC Hebar Pasardschik | 1:0      | 1:1       |
| 19.08./02.09.1987 | Minjor Pernik       | 5:1    | FC Balkan Botewgrad  | 3:0      | 2:1       |
| 30.09./07.10.1987 | Minjor Pernik       | 3:5    | Slawia Sofia         | 2:3      | 1:2       |
| 30.09./07.10.1987 | FC Balkan Botewgrad | 2:0    | FC Hebar Pasardschik | 2:0      | 0:0       |

- Hebar Pasardschik ausgeschieden

### Gruppe 3
| Datum             |                   | Gesamt |                   | Hinspiel | Rückspiel |
| ----------------- | ----------------- | ------ | ----------------- | -------- | --------- |
| 19.08./02.09.1987 | FK Spartak Plewen | 2:4    | FC Bdin Widin     | 2:1      | 0:3       |
| 19.08./02.09.1987 | DFS Osam Lowetsch | 2:5    | Jantra Gabrowo    | 0:2      | 2:3       |
| 30.09./07.10.1987 | Jantra Gabrowo    | 0:2    | FC Bdin Widin     | 0:0      | 0:2       |
| 30.09./07.10.1987 | DFS Osam Lowetsch | 2:6    | FK Spartak Plewen | 1:0      | 1:6       |

- Osam Lowetsch ausgeschieden

### Gruppe 4
| Datum             |                     | Gesamt |                      | Hinspiel | Rückspiel |
| ----------------- | ------------------- | ------ | -------------------- | -------- | --------- |
| 19.08./02.09.1987 | Etar Weliko Tarnowo | 2:1    | Dobrudscha Tolbuchin | 2:0      | 0:1       |
| 19.08./02.09.1987 | FC Dunaw Russe      | 2:3    | Akademik Swischtow   | 1:1      | 1:2       |
| 30.09./07.10.1987 | Etar Weliko Tarnowo | 8:1    | Akademik Swischtow   | 4:0      | 2:2       |
| 30.09./07.10.1987 | FC Dunaw Russe      | 5:2    | Dobrudscha Tolbuchin | 2:1      | 3:1       |

- Dobrudscha Tolbuchin ausgeschieden

### Gruppe 5
| Datum             |                       | Gesamt |                       | Hinspiel | Rückspiel |
| ----------------- | --------------------- | ------ | --------------------- | -------- | --------- |
| 19.08./02.09.1987 | Lok Gorna Orjachowiza | 6:5    | Ludogorez Rasgrad     | 5:1      | 1:4       |
| 19.08./02.09.1987 | Spartak Warna         | 2:1    | FK Madra Schumen      | 2:0      | 0:1       |
| 30.09./07.10.1987 | Spartak Warna         | 4:2    | Lok Gorna Orjachowiza | 4:1      | 0:1       |
| 30.09./07.10.1987 | Ludogorez Rasgrad     | 2:4    | FK Madra Schumen      | 1:1      | 1:3       |

- Ludogorez Rasgrad ausgeschieden

### Gruppe 6
| Datum             |                         | Gesamt |                        | Hinspiel | Rückspiel |
| ----------------- | ----------------------- | ------ | ---------------------- | -------- | --------- |
| 19.08./02.09.1987 | FC Tschernomorez Burgas | 3:2    | Tundscha Jambol        | 2:0      | 1:2 n. V. |
| 19.08./02.09.1987 | Rosowa Dolina Kasanlak  | 3:1    | Tscherno More Warna    | 3:1      | 0:0       |
| 30.09./07.10.1987 | FC Tschernomorez Burgas | 7:2    | Rosowa Dolina Kasanlak | 2:0      | 5:2       |
| 30.09./07.10.1987 | Tundscha Jambol         | 2:3    | Tscherno More Warna    | 1:1      | 0:2       |

- Tundscha Jambol ausgeschieden

### Gruppe 7
| Datum             |                        | Gesamt    |                    | Hinspiel | Rückspiel |
| ----------------- | ---------------------- | --------- | ------------------ | -------- | --------- |
| 19.08./02.09.1987 | DFS Lokomotive Plowdiw | 5:3       | Arda Kardschali    | 5:1      | 0:2       |
| 19.08./02.09.1987 | FK Chaskowo            | (a)3:3(a) | Neftochimik Burgas | 2:0      | 1:3 n. V. |
| 30.09./07.10.1987 | DFS Lokomotive Plowdiw | 8:3       | FK Chaskowo        | 2:0      | 6:3       |
| 30.09./07.10.1987 | Arda Kardschali        | 3:1       | Neftochimik Burgas | 2:0      | 1:1       |

- Neftochimik Burgas ausgeschieden

### Gruppe 8
| Datum             |                        | Gesamt |                        | Hinspiel | Rückspiel |
| ----------------- | ---------------------- | ------ | ---------------------- | -------- | --------- |
| 19.08./02.09.1987 | DFS Beroe Stara Sagora | 9:2    | FC Dimitrowgrad        | 6:1      | 3:1       |
| 19.08./02.09.1987 | DFS Sliwen             | 3:2    | Spartak Plowdiw        | 2:0      | 1:2       |
| 30.09./07.10.1987 | DFS Sliwen             | 3:2    | DFS Beroe Stara Sagora | 2:0      | 1:2 n. V. |
| 30.09./07.10.1987 | FC Dimitrowgrad        | 2:3    | Spartak Plowdiw        | 2:0      | 0:3       |

- FC Dimitrowgrad ausgeschieden

## 2. Runde
| Datum             |                        | Gesamt    |                         | Hinspiel | Rückspiel |
| ----------------- | ---------------------- | --------- | ----------------------- | -------- | --------- |
| 29.11./11.12.1987 | FC Dunaw Russe         | 0:3       | FC Tschernomorez Burgas | 0:1      | 0:2       |
| 29.11./11.12.1987 | Tscherno More Warna    | 5:3       | FC Bdin Widin           | 4:1      | 1:2       |
| 29.11./11.12.1987 | DFS Pirin Blagoewgrad  | 3:1       | Etar Weliko Tarnowo     | 3:0      | 0:1       |
| 29.11./11.12.1987 | DFS Lokomotive Plowdiw | 4:1       | Rila Stanke Dimitrow    | 4:0      | 0:1       |
| 29.11./11.12.1987 | Rosowa Dolina Kasanlak | 2:3       | FK Madra Schumen        | 2:1      | 0:2       |
| 29.11./11.12.1987 | Slawia Sofia           | 4:1       | Minjor Pernik           | 4:0      | 0:1       |
| 29.11./11.12.1987 | Jantra Gabrowo         | 3:4       | Arda Kardschali         | 3:1      | 0:3       |
| 29.11./11.12.1987 | DFS Beroe Stara Sagora | (a)3:3(a) | Spartak Warna           | 2:2      | 1:1       |
| 29.11./11.12.1987 | Lok Gorna Orjachowiza  | 2:4       | Spartak Plowdiw         | 2:0      | 0:4       |
| 29.11./11.12.1987 | Akademik Swischtow     | (a)3:3(a) | FK Chaskowo             | 3:1      | 0:2       |
| 29.11./11.12.1987 | FC Botew Wraza         | 3:1       | FK Spartak Plewen       | 1:0      | 2:1       |
| 29.11./11.12.1987 | DFS Sliwen             | (a)1:1(a) | FC Balkan Botewgrad     | 1:1      | 0:0       |

## Achtelfinale
Teilnehmer: Die zwölf Sieger der 2. Runde und die vier Klubs, die an den europäischen Wettbewerben teilnahmen (ZFKA Sredez Sofia, Witoscha Sofia, AFD Trakia Plowdiw und Lokomotive Sofia).
| Datum      |                         | Ergebnis  |                        |
| ---------- | ----------------------- | --------- | ---------------------- |
| 23.12.1987 | Lokomotive Sofia        | 0:3       | Slawia Sofia           |
| 23.12.1987 | Witoscha Sofia          | 5:0       | FC Botew Wraza         |
| 23.12.1987 | Spartak Plowdiw         | 0:2 n. V. | ZFKA Sredez Sofia      |
| 23.12.1987 | AFD Trakia Plowdiw      | 3:0       | DFS Lokomotive Plowdiw |
| 23.12.1987 | FC Tschernomorez Burgas | 2:0       | FK Madra Schumen       |
| 23.12.1987 | Spartak Warna           | 3:0       | Arda Kardschali        |
| 23.12.1987 | DFS Pirin Blagoewgrad   | 2:1       | FK Chaskowo            |
| 23.12.1987 | Tscherno More Warna     | 5:0       | FC Balkan Botewgrad    |

## Viertelfinale
| Datum      |                         | Ergebnis |                     |
| ---------- | ----------------------- | -------- | ------------------- |
| ??.02.1988 | DFS Pirin Blagoewgrad   | 1:0      | Tscherno More Warna |
| ??.02.1988 | ZFKA Sredez Sofia       | 2:1      | AFD Trakia Plowdiw  |
| ??.02.1988 | Witoscha Sofia          | 3:1      | Spartak Warna       |
| ??.02.1988 | FC Tschernomorez Burgas | 0:1      | Slawia Sofia        |

## Halbfinale
| Datum      |                   | Ergebnis |                       |
| ---------- | ----------------- | -------- | --------------------- |
| 09.03.1988 | ZFKA Sredez Sofia | 1:0      | Slawia Sofia          |
| 09.03.1988 | Witoscha Sofia    | 1:0      | DFS Pirin Blagoewgrad |

## Spiel um Platz 3
| Datum      |                       | Ergebnis  |              |
| ---------- | --------------------- | --------- | ------------ |
| 10.05.1988 | DFS Pirin Blagoewgrad | 5:2 n. V. | Slawia Sofia |

## Finale
| Paarung           | Witoscha Sofia – ZFKA Sredez Sofia |
| Ergebnis          | 1:4 (1:2) |
| Datum             | 11. Mai 1988 |
| Stadion           | Wassil-Lewski-Stadion, Sofia |
| Zuschauer         | 50.000 |
| Schiedsrichter    | Welitschko Zontschew |
| Tore              | 0:1 Christo Stoitschkow (6.) 1:1 Nikolaj Iliew (13.) 1:2 Ljuboslaw Penew (41., Foulelfmeter) 1:3 Petar Witanow (85.) 1:2 Petar Witanow (89.) |
| Witoscha Sofia    | Borislaw Michajlow – Kiril Wangelow (46. Sascho Natschew), Krassimir Koew, Petar Petrow , Nikolaj Iliew – Stoil Georgiew, Dinko Gospodinow, Georgi Jordanow, Boschidar Iskrenow – Nasko Sirakow, Petar Kurdow (68. Rosen Krumow) Cheftrainer: Wassil Metodiew |
| ZFKA Sredez Sofia | Rumen Apostolow – Nedjalko Mladenow , Aleksandar Aleksandrow, Ajdan Iljasow, Sascho Borissow – Kostadin Jantschew, Petar Witanow, Iwaljo Kirow – Emil Kostadinow (89. Dontscho Donew), Christo Stoitschkow, Ljuboslaw Penew Cheftrainer: Dimitar Penew        |